# 曼特农
曼特农（法語：Maintenon，發音：[mɛ̃tnɔ̃]），法国中北部城市，中央-卢瓦尔河谷大区厄尔-卢瓦省的一个市镇，隶属于沙特尔区，其市镇面积为11.44平方公里，2022年1月1日时人口数量为4,532人，在法国市镇中排名第2,477位（2022年）。
曼特农位于厄尔-卢瓦省东北部，厄尔河畔，巴黎—布雷斯特铁路经过此地，是一个区域性的中心城市。曼特农因曼特农城堡及以其命名的路易十四情妇而闻名。

## 地名来源
根据当地官方网站的论述，“Maintenon”一名最初于公元十一世纪以“Mestenon”的形式被记载，该名称的来源及含义均尚有待考证。

## 历史

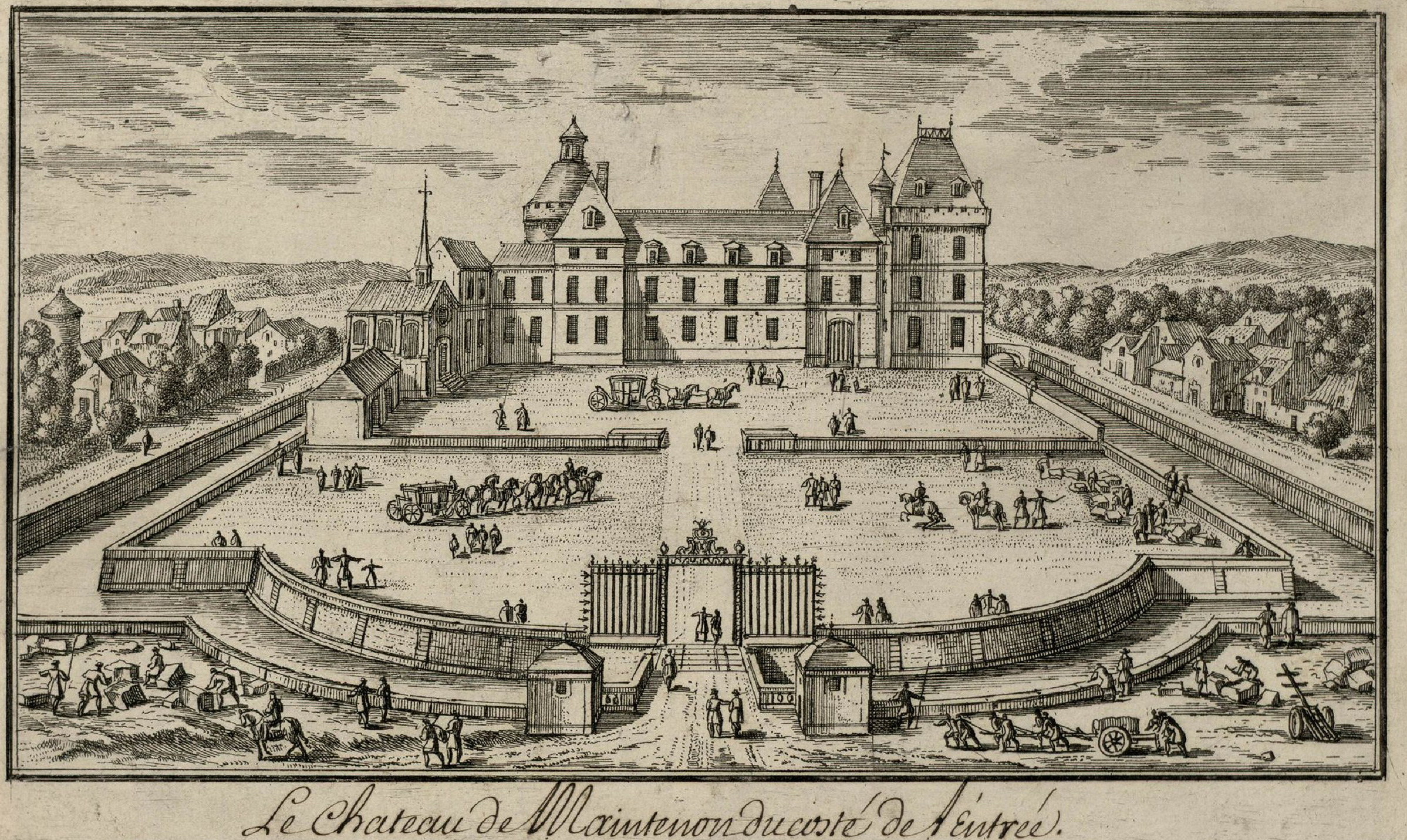
十七世纪末的曼特农城堡（绘画）

曼特农的早期历史尚不清楚，该地的聚落形成与发展和曼特农城堡有着密切的关联。该城堡始建于十三世纪，十六世纪时被法兰西财政大臣让·科特罗获得，他将城堡进行了扩建并增加了文艺复兴风格的装饰。1674年，欧比涅的弗朗索瓦丝（Françoise d’Aubigné）购得曼特农城堡，她后来成为路易十四的情妇并被称为“曼特农夫人”，路易十四为其大力扩建曼特农城堡，同时还修建了曼特农引水渠以实现凡尔赛城堡的供水。法国大革命后，曼特农成为厄尔-卢瓦省的一个市镇，并自1793年起成为该省的一个县治。工业革命期间，途经曼特农的巴黎—布雷斯特铁路建成通车。普法战争期间，普鲁士军队曾占领曼特农并烧毁了当地的部分建筑。第二次世界大战期间，曼特农被纳粹德军攻占，其间当地民间曾组建抵抗运动组织。戴高乐将军曾于1965年6月19日到访曼特农。2005年，曼特农城堡被厄尔-卢瓦省政府收购。2014年，曼特农县被撤销。

## 地理

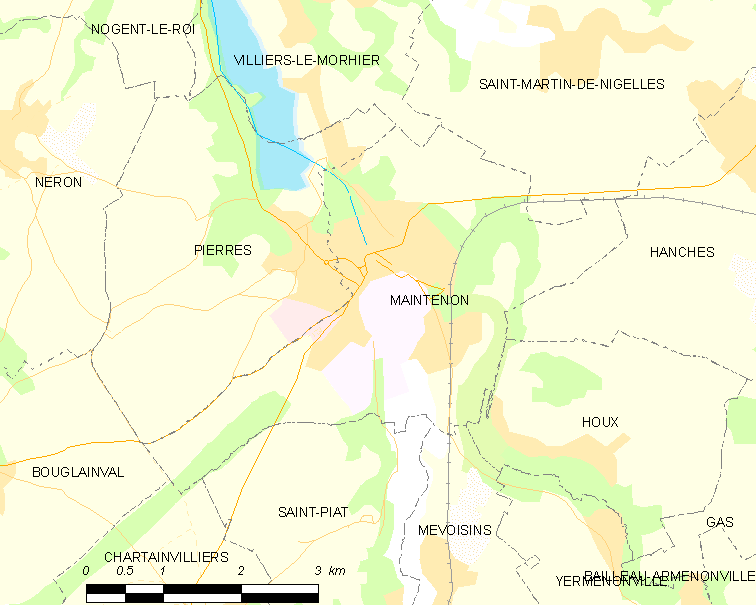
曼特农市镇范围地图

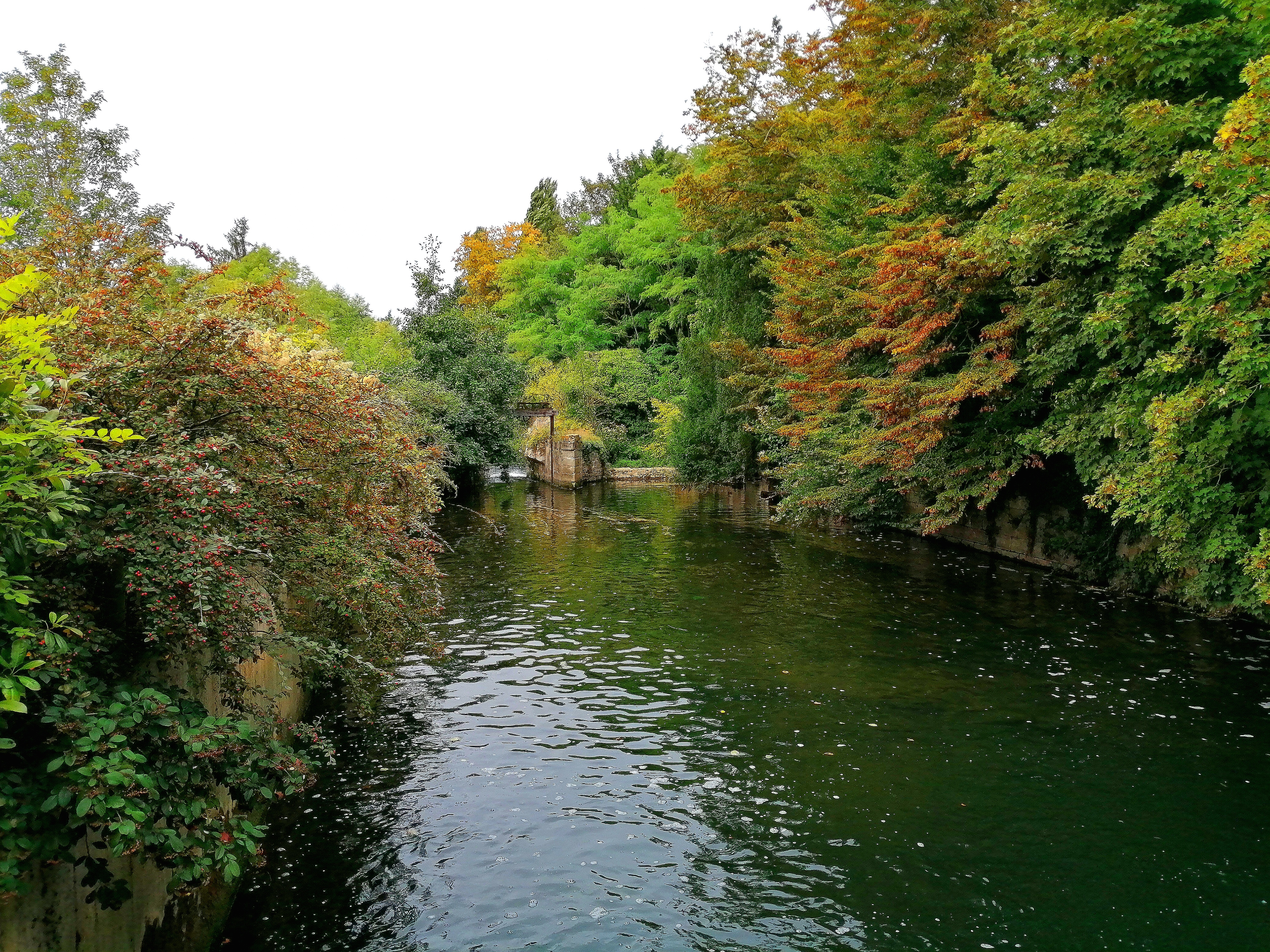
厄尔河曼特农段

曼特农位于法国中北部，中央-卢瓦尔河谷大区北部和厄尔-卢瓦省东北部，距离省会沙特尔大约20公里。与曼特农接壤的市镇包括：布格兰瓦勒、沙尔坦维利耶、昂什、乌村、梅瓦桑、皮埃尔、圣马丁德尼热勒、圣皮亚和维利耶勒莫里耶。

### 地形
曼特农位于伊夫林地区-舍夫勒斯上河谷与沙特尔地区之间的过渡地带，境内以浅丘和河谷平原为主，市镇中心位于一处河谷地带，整体地势较为平坦，全境海拔在97到166米之间。

### 水文
厄尔河干流自南向北通过多条水道流经曼特农镇中心，其右岸支流瓦斯河在此与其交汇，此外一条人工开凿的运河从厄尔河右岸与之平行延伸。

### 植被
曼特农属于温带阔叶混交林区，林地广泛分布于河流附近及坡地地带，市区东侧为曼特农树林（Bois de Maintenon），北侧为索尼树林（Bois de Sauny）。
在鲜花城市的评比中，曼特农被评为1星级鲜花城市。

### 自然灾害
曼特农的地震危险度等级为1级，属于极低危险；氡辐射等级为1级，属于低危险。1982至2025年5月间，曼特农境内共发生3次有记录的自然灾害，其中2次洪涝。

### 气候
曼特农在柯本气候分类法中属于温带海洋性气候（Cfb）。

## 行政区划
曼特农的市镇编号为28227，邮政编号为28130。
在行政管理方面，曼特农隶属于法国中央-卢瓦尔河谷大区厄尔-卢瓦省沙特尔区；在地方选举方面，曼特农隶属于埃佩尔农县，其市镇范围全境被划入厄尔-卢瓦省第一选区；在社会管理方面，曼特农是沙特尔都会城市圈公共社区的组成部分。
截至2025年5月，曼特农市镇范围内暂无任何安全优先街区及城市政策优先街区。
法国国家统计与经济研究所（简称“INSEE”）在进行数据统计时，将曼特农及相邻的另外1个市镇设为曼特农城市核心区，并将包括曼特农在内的周边共1,926个市镇划为巴黎城市辐射区。此外，INSEE还将曼特农市镇整体看作一个“块区”（IRIS），以便于统计人口分布情况。

## 交通

### 公路
厄尔-卢瓦省省道D6线、D18线、D26.1线、D101线、D101.5线、D116a线、D328.11线和D906线在曼特农境内交汇。
2021年，76.2%的曼特农家庭拥有至少一辆私人汽车。2023年，曼特农境内共发生各类交通事故1起，造成1人重伤。
| 1 | 25 |

| 沙特尔-埃帕尔广场 | 20 |

| 诺让勒鲁瓦 | 9 |

| 埃佩尔农 | 9 |

### 铁路

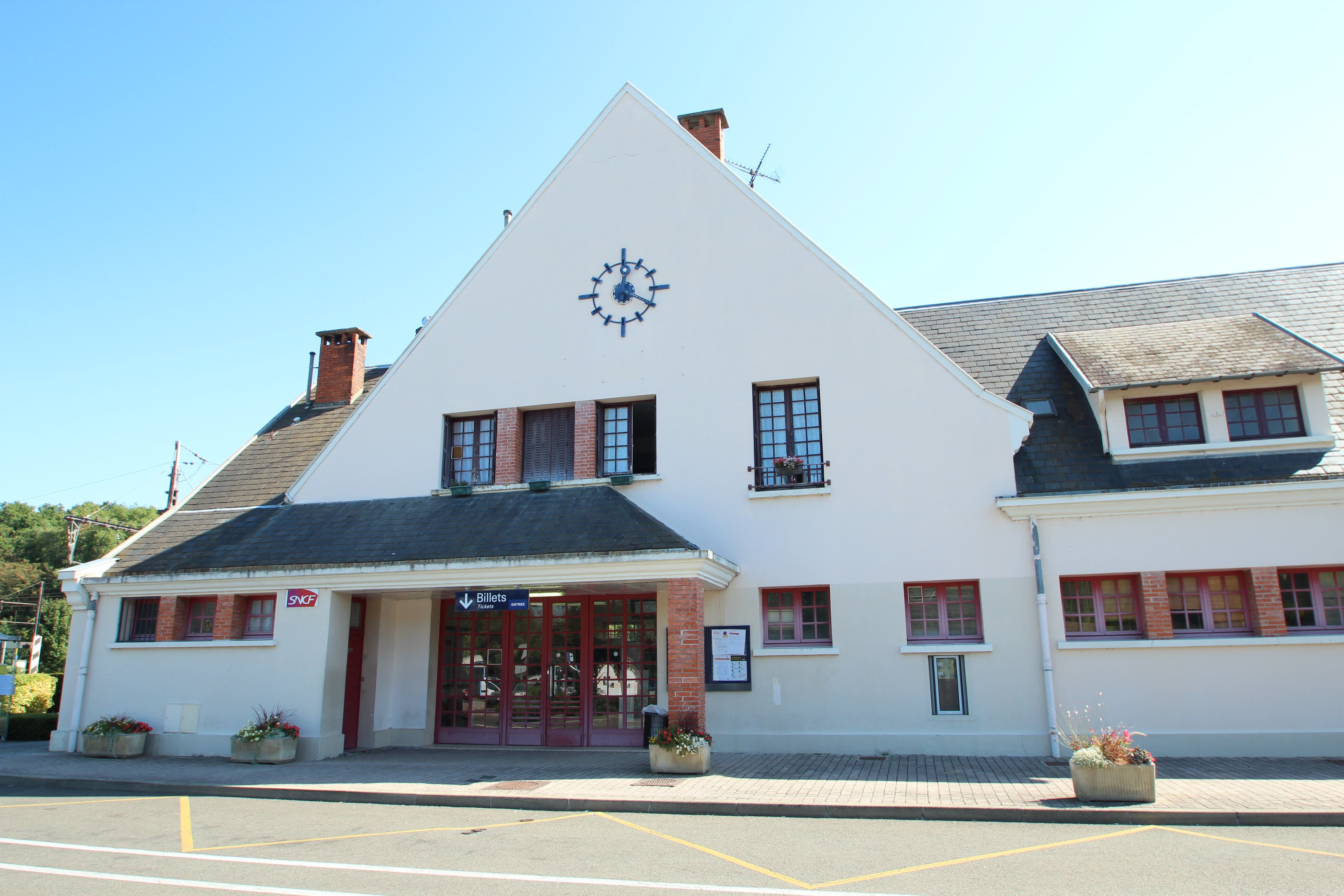
曼特农火车站

曼特农位于巴黎—布雷斯特铁路上。曼特农站位于曼特农市区南部，该站停靠往返于巴黎和沙特尔一线的区域列车，部分班次可直通勒芒。

### 航空
曼特农距离巴黎-奥利机场的高速公路里程大约81公里。

### 城市公共交通
曼特农是沙特尔城市公共交通（商业名称为“Filibus”）的服务覆盖范围。截至2025年5月，该系统共包括数十条城市及郊区公交线路，其中校车公交D80a线和D80b线经过曼特农。

## 政治

### 市政内阁

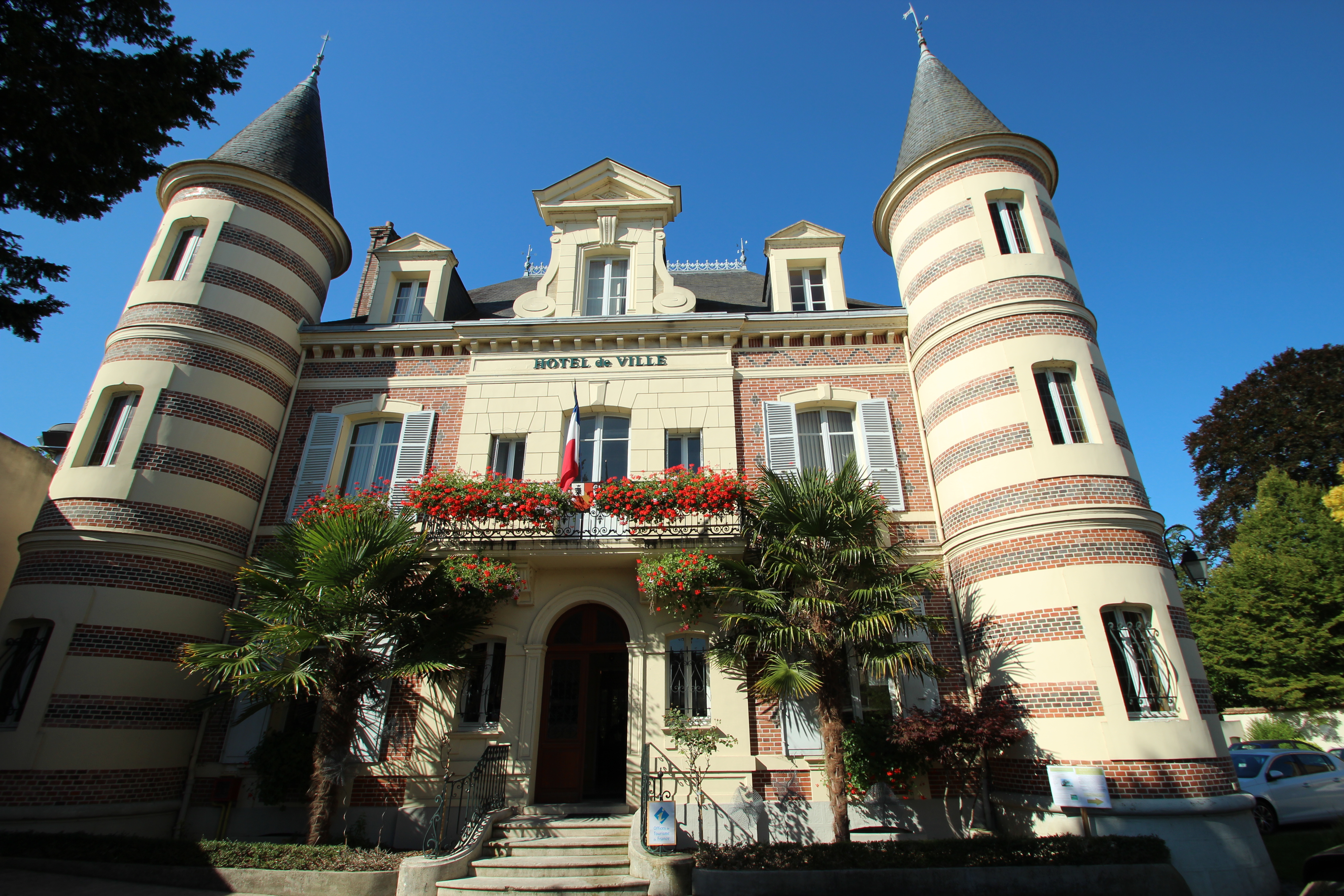
曼特农市政厅

曼特农的现任市长为托马·拉福热先生（Thomas LAFORGE），他是一名右翼无党派人士，在2020年的市政选举中获得了52.38%的支持率。
在2022年的法国总统大选的第二轮选举中，法国第25任总统埃马纽埃尔·马克龙在曼特农获得了56.3%的支持率。

## 人口
2022年，曼特农市镇人口数量为4,532，在法国排名第2,477位。其中男性2,165人，女性2,334人，75岁及以上人口占9.2%，外籍人口数量为175人，人口密度为396人/平方公里，当地居民被称为（男性）或（女性）。2015至2021年间，曼特农的人口增长率为0.8%。2022年，曼特农境内出生46人，死亡人口49人。
| 曼特农1901年－2022年人口变化情况 |
|                                  |
| 数据来源：Cassini、INSEE         |

## 经济
曼特农是一个区域性的中心城市。INSEE于2020年将曼特农划入沙特尔就业区（Zone d'emploi de Chartres），并又于2022年将其划入曼特农生活区（Bassin de vie de Maintenon）。截至2025年1月，曼特农市镇范围内共有各类用人单位（包含自雇）683家，比上一年同期新增13家；（塑料制造）、（车皮制造）及（文化产业）是当地2023年已公布营业额最高的三个企业，分别为10,004,473欧元、7,776,359欧元和2,997,174欧元。

## 财政与居民收入
2023年，曼特农的财政收入总额为4,745,580欧元，财政支出总额为4,508,290欧元，当年的债务总额为4,605,770欧元。2023年，曼特农市镇通过增值税获得91,130欧元的收入，此外当地还共获得了338,880欧元的国家直接财政补助。
| 曼特农居民收入情况                               | 曼特农居民收入情况  | 曼特农居民收入情况  | 曼特农居民收入情况  |
| 内容                                             | 曼特农              | 厄尔-卢瓦省         | 法國                |
| ------------------------------------------------ | ------------------- | ------------------- | ------------------- |
| 居民平均时薪                                     | 18.4欧元（2022年）  | 15.9欧元（2022年）  | 17欧元（2022年）    |
| 高级职员人均时薪                                 | 29.5欧元（2022年）  | 26.6欧元（2022年）  | 29.1欧元（2022年）  |
| 中级职员人均时薪                                 | 17.4欧元（2022年）  | 16.6欧元（2022年）  | 16.6欧元（2022年）  |
| 普通职员人均时薪                                 | 12.7欧元（2022年）  | 12.2欧元（2022年）  | 12.1欧元（2022年）  |
| 工人人均时薪                                     | 13.2欧元（2022年）  | 12.8欧元（2022年）  | 12.5欧元（2022年）  |
| 贫困率                                           | 9%（2021年）        | 12.1%（2021年）     | 14.5%（2021年）     |
| 青壮年（15至64岁）失业率                         | 11.1%（2021年）     | 11.2%（2021年）     | 10.4%（2021年）     |
| 家庭总数                                         | 2,025（2022年）     | 455（2022年）       | 1,160（2022年）     |
| 征税家庭数量占比                                 | 54.4%（2023年）     | 55.3%（2022年）     | 44.8%（2022年）     |
| 家庭年均纳税                                     | 3,238欧元（2023年） | 2,812欧元（2022年） | 4,481欧元（2022年） |
| 资料来源：INSEE、L'Internaute、Le Journal du Net |                     |                     |                     |

## 社会事务

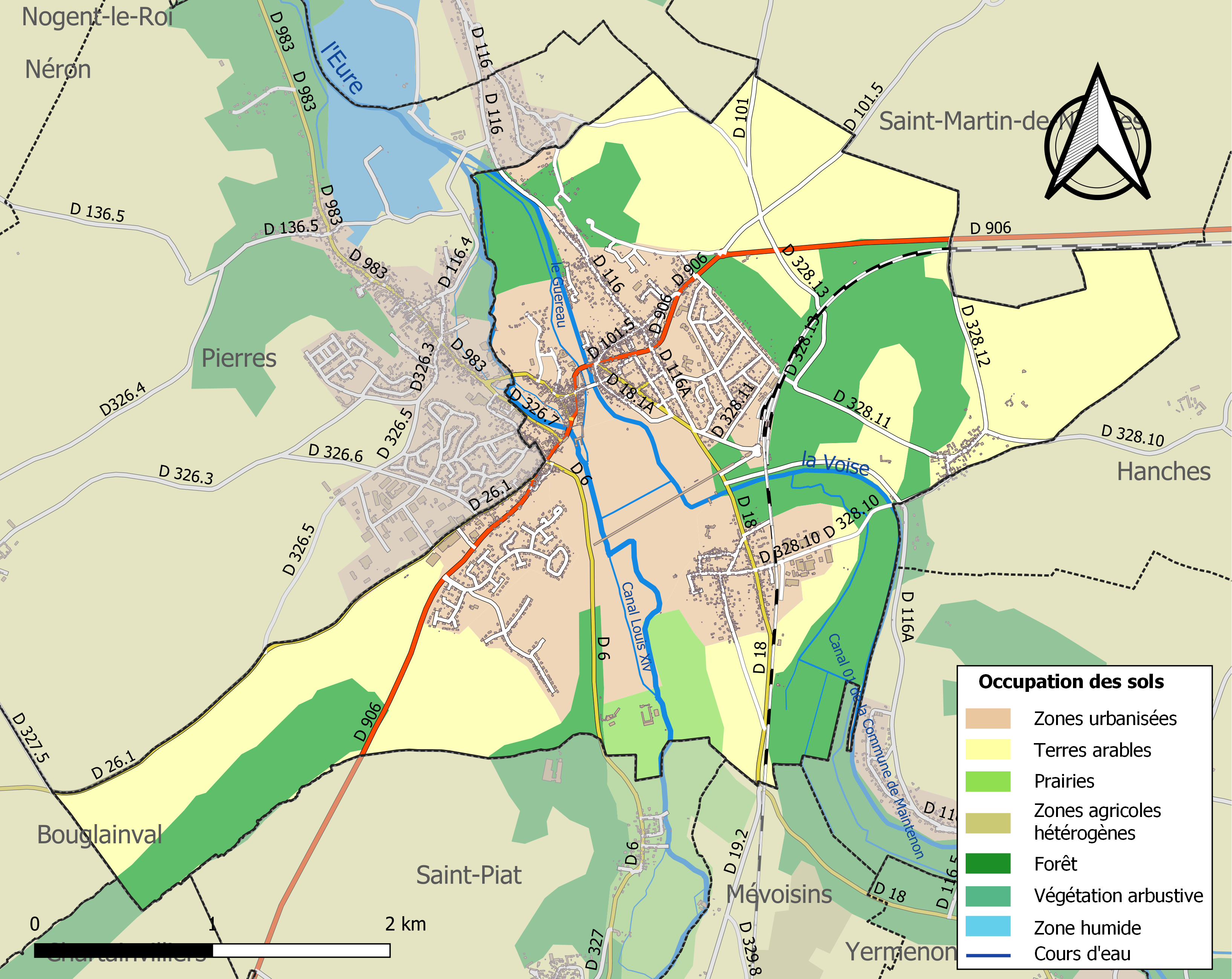
曼特农土地利用情况地图

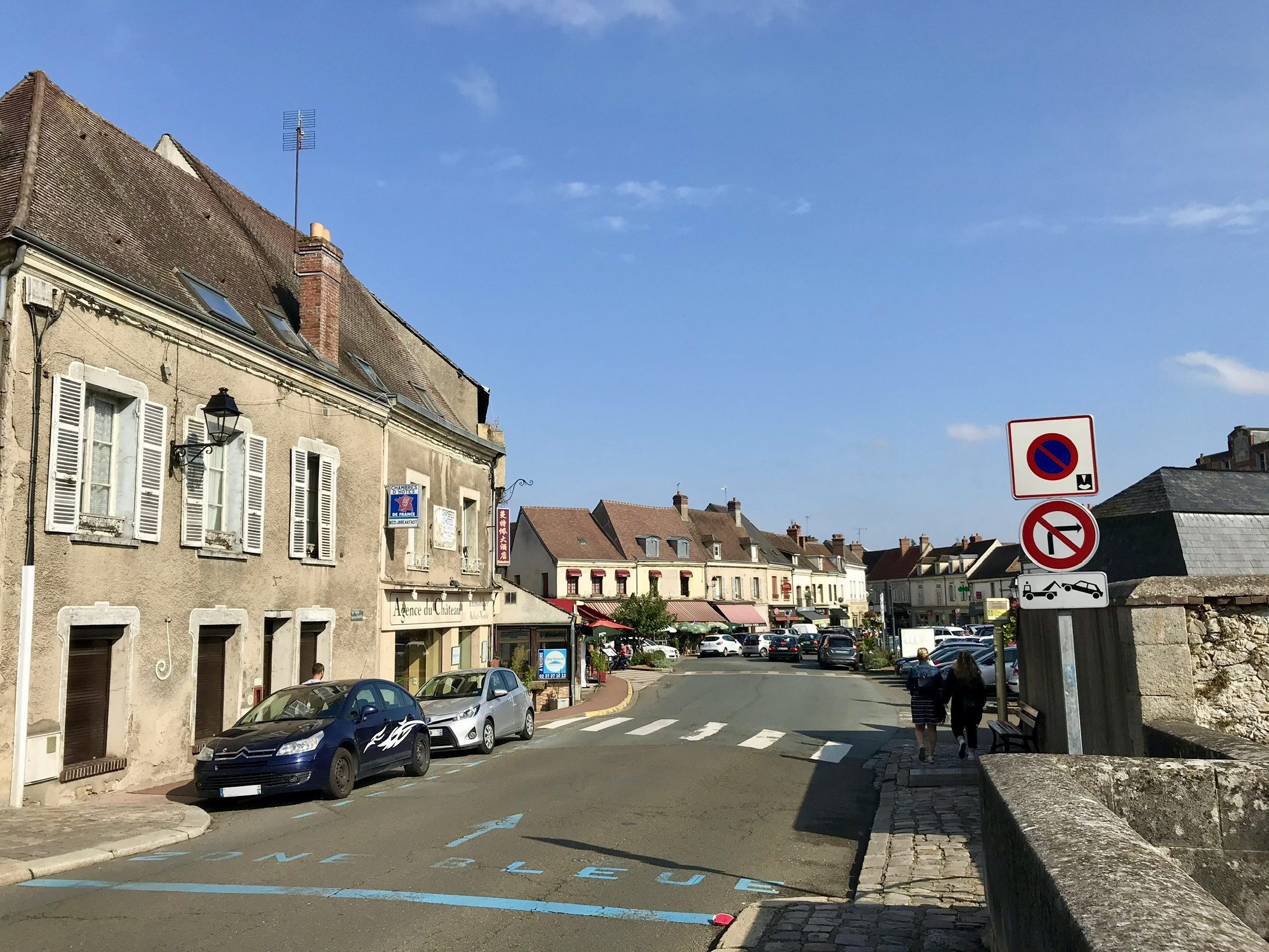
拉费泰街

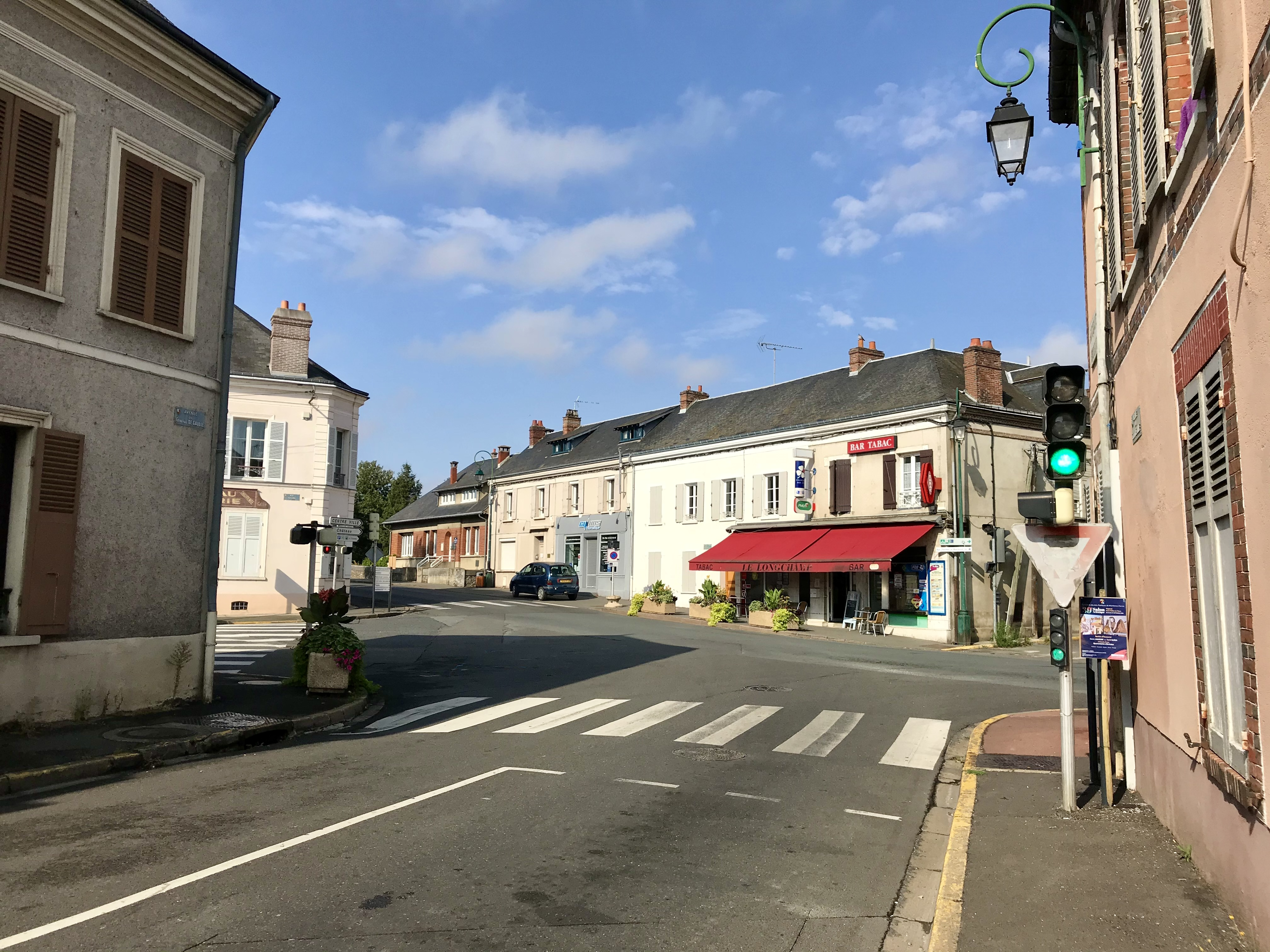
戴高乐将军大街

### 教育
曼特农属于奥尔良-图尔学区。截至2023年1月1日，曼特农境内共有2所幼儿园、2所小学、1所初级中学和1所职业高中。2022至2023学年度，曼特农境内共有在校中等教育阶段学生559名。

### 医疗
截至2023年1月1日，曼特农境内共有全科医生6名、保健师4名、牙医2名、护士7名、药房2家、养老院1家。
距离曼特农最近的区域性医疗机构为沙特尔中心医院（Centre Hospitalier de Chartres），其主病区路易·巴斯德医院（Hôpital de Louis Pasteur）位于勒库德赖，距离曼特农市区的正常车程大约31分钟，该院设有床位564个，是厄尔-卢瓦省规模最大的公立综合性医院。

### 住房
2021年，曼特农境内共有各类住房2,320套，其中66.9%为独立式住宅，32.3%为集中式住宅。常住房屋占曼特农市镇范围内居民建筑总量的85.9%。2023年，曼特农的居住税率为15.14%，不动产税率为48.73%（其中空置土地的不动产税率为31.41%）。
在住房保障政策方面，2023年，曼特农境内共有755户家庭获得了家庭津贴补助，受益人数占总人口数量的16.7%，其中220份为房租补助。

### 商业
2021年，曼特农境内共有各类实体商铺119家，其中餐厅15家、大型超市2家、杂货店1家、面包房2家、肉铺2家、书店1家、银行门店6家、美容美发店12家、汽车维修店5家。

### 体育
2023年，曼特农境内共有1间体育馆、1座综合体育场、1处网球场、1处足球或橄榄球场以及1处高尔夫球场。
截至2025年5月，曼特农-皮埃尔互助体育俱乐部（Entente Sportive Maintenon Pierres，编号504919）是曼特农境内唯一的一家注册足球俱乐部，其主队2024至2025赛季参加中央-卢瓦尔河谷大区足球联赛乙组（法国第七级别），其主场为路易·罗什球场（Stade Louis Roche）。

### 环境
曼特农的环境事务由其所属的沙特尔都会城市圈公共社区联合各级政府协调负责。2021年，曼特农境内共有1家污染企业。

### 治安
2024年，曼特农市镇范围内累计记录各类案件151起，其中盗窃类案件50起，人身侵犯类案件25起，毒品交易类案件22起。

## 文化

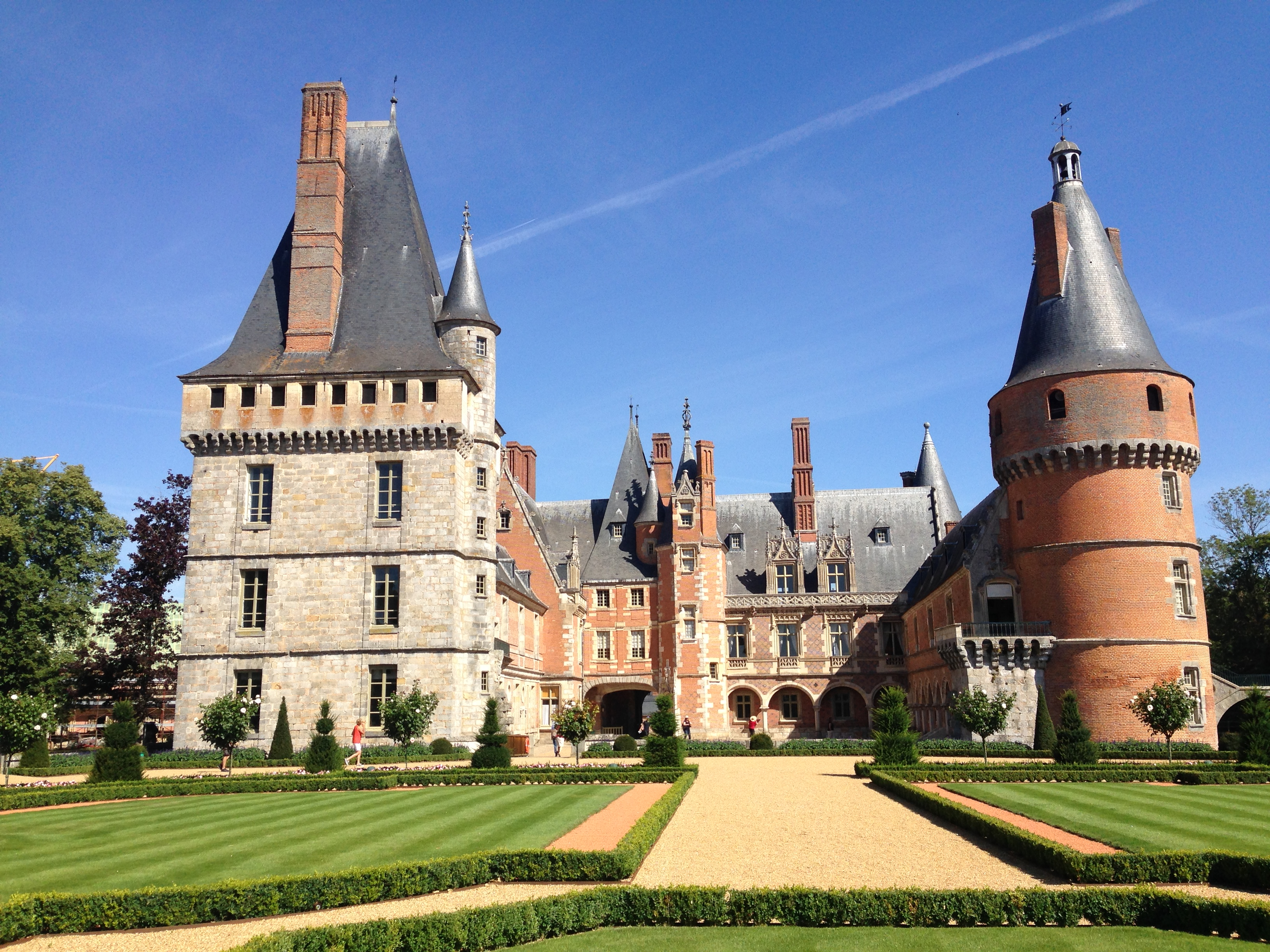
曼特农城堡

2021年，曼特农境内暂无任何文化设施。曼特农境内建有市政图书馆（Bibliothèque municipale），每周一、三、六向公众开放。

### 建筑
截至2025年5月，曼特农境内共有2处建筑被列入法国国家文物保护单位，为曼特农城堡和曼特农引水渠，此外镇中心的圣伯多禄教堂（Église Saint-Pierre de Maintenon）也是当地的地标性建筑物。

### 旅游
曼特农的旅游事务由其所属的沙特尔都会城市圈公共社区联合各级政府协调负责。2024年，曼特农境内共有1家酒店共计77间房间。

### 媒体
法国主要的媒体均可在曼特农接收，法国电视三台下属的中央-卢瓦尔河谷大区频道在部分时段播出曼特农所在厄尔-卢瓦省的地方新闻。《共和回声报》、Ici奥尔良等是当地主要的地方性媒体。

## 相关人物
路易十四的情妇欧比涅的弗朗索瓦丝因曾购买曼特农城堡而被称为“曼特农夫人”。
法国元帅米歇尔·约瑟夫·莫努里、剧作家让-弗朗索瓦·科兰·达尔勒维尔和建筑师艾蒂安-谢吕班·勒孔特出生于曼特农。

## 友好城市
截至2025年5月，曼特农暂未建立任何友好城市关系。原曼特农县与德国安贝格-苏尔茨巴赫县间建有合作交流。